# Kerkenes
Kerkenes (o Kerkenes Dag) es un sitio sitio arqueológico de Turquía, situado en la provincia turca de Yozgat, entre las ciudades de Yozgat y Sorgun, 200 km al este de Ankara (35.06E, 39.75N). Sus 2,5 kilómetros cuadrados lo hacen el mayor sitio pre-helenístico de la meseta de Anatolia.
La exploración arqueológica parece evidenciar sólo una fase de ocupación (haciendo tal vez excepción de una fortaleza bizantina), correspondiente al período frigio (c. 700 a. C.). Su gran tamaño, la disposición de sus calles y su corta vida hacen pensar que la ciudad fue producto del planeamiento urbano. Kerkenes era defindida por una muralla perimetral de piedra de 7 kilómetros, la cual poseía arededor de siete puertas.
La ciudad fue quemada, destruida y abandonada en momento y situación indeterminados. Geoffrey Summers, director de la expedición arqueológica, sugirió la identificación de Kerkenes con la Pteria mencionada por Heródoto; esto situaría su destrucción hacia mediados del siglo VI a. C., en manos de Ciro II de Persia. Heródoto sitúa a Pteria cerca Sínope, esto es en la costa del mar Negro, la cual dista alrededor de 300 kilómetros de Kerkenes. Aunque se han sugerido traducciones alternativas del pasaje de Heródoto, la teoría de Summers no ha alcanzado la aceptación de la comunidad científica.

## Expediciones arqueológicas
Las primeras visitas arqueológicas, de principios del siglo XX, tendían erróneamente a identificar a Kerkenes como un yacimiento hitita, cuya colina adyacente sería la montaña sagrada Daha y el área desarrollada es la ciudad de Zippalanda. Los arqueólogos que pasaron por Kerkenes son los siguientes:
El primero en explorarla fue John George Clark Anderson, en 1903. En 1926 y 1927 H. H. von der Osten y F. H. Blackburn llevaron a cabo un estudio preliminar del sitio e hicieron un mapa de las defensas de la ciudad. También en 1926, el yacimiento fue visitado por el hititólogo Emil Forrer. En 1929, Erich Schmidt excavó en Kerkenes Dagh durante aproximadamente una semana para el Instituto Oriental de Chicago.
Desde 1993, la expedición arqueológica es dirigida por Geoffrey Summers y su esposa Francoise Summers, ambos de la Universidad Técnica de Medio Oriente (Ankara), contando con la colaboración de las universidades de Chicago y Berkeley.